# Przełęcz Żarska
Przełęcz Żarska – przełęcz w Karkonoszach na wysokości 574 m n.p.m. pomiędzy górami Żar a Chojnik. 

## Szlaki turystyczne
Przez przełęcz przechodzą następujące szlaki turystyczne:
- Czarna Przełęcz – Jagniątków – Piekielna Dolina – Przełęcz Żarska – Zachełmie – Szklarska Poręba,
- Zamek Chojnik – Przełęcz Żarska – Żelazny Mostek – Podgórzyna Dolnego.